# Лауреаты Царскосельской художественной премии
Список лауреатов Царскосельской художественной премии
Царскосельская художественная премия была учреждена Всероссийским музеем А. С. Пушкина, а также рядом культурных деятелей и организаций в 1993 году.

## Лауреаты1993 года
- художник Нугзар Кахиани
- поэт Владимир Уфлянд
- кинорежиссёр Андрей Черных
- писатель Александр Ласкин

## Лауреаты1994 года
- художник Глеб Богомолов
- прозаик Белла Улановская
- режиссёр Роман Виктюк
- драматург Александр Володин

## Лауреаты1995 года
- певица Лина Мкртчян
- актёр Валентин Гафт
- поэт, министр культуры Финляндии Класс Андерсон[фин.]
- поэт Сергей Стратановский

## Лауреаты1996 года
- режиссёр, художник Резо Габриадзе
- актёр Сергей Юрский
- музыкант Давид Голощекин
- поэт Вячеслав Лейкин
- композитор Сергей Курёхин (посмертно)
- поэт Мартин Энкель (Финляндия)

## Лауреаты1997 года
- барон Эдуард фон Фальц-Фейн (Лихтенштейн)
- академик Дмитрий Лихачёв
- актёр Михаил Козаков
- актриса Лия Ахеджакова
- поэт Евгений Рейн
- художник Олег Целков (Франция)
- музыкант Татьяна Никитина
- музыкант Сергей Никитин

## Лауреаты1998 года
- скульптор Эрнст Неизвестный
- актриса Елена Юнгер
- поэт Александр Городницкий
- общественный деятель Владимир Бертаццони
- солист Мариинского театра Василий Герелло
- поэт Игорь Шкляревский
- поэт Антон Духовской
- переводчик Владимир Васильев

## Лауреаты1999 года
- дирижёр народный артист СССР Мстислав Ростропович
- режиссёр народный артист России Юрий Любимов
- писатель Андрей Битов
- дирижёр Валерий Гергиев
- певица народная артистка России Елена Камбурова
- журналист Юрий Рост
- директор Всероссийского музея А. С. Пушкина Сергей Некрасов
- исполнитель русских романсов Олег Погудин
- директор Царскосельского лицея Марина Петай
- писатель Борис Чулков
- меценат Джордж Сорос

## Лауреаты2000 года
- певица Галина Вишневская
- актриса Алиса Фрейндлих
- композитор Исаак Шварц
- поэт и композитор Юрий Шевчук
- клоун Вячеслав Полунин
- поэт Линда Йонненберг
- ювелир Андрей Ананов
- меценат герцогиня Аберкорнская
- меценат Сергей Осинцев
- искусствовед Ирина Пунина

## Лауреаты2001 года
- актёр Юрий Томошевский
- кинорежиссёр Отар Иоселиани
- директор Государственного Эрмитажа Михаил Пиотровский
- историк Яков Гордин
- общественный деятель Леолукко Орландо[англ.] (Италия)
- первый мэр Санкт-Петербурга Анатолий Собчак (посмертно)
- редактор журнала «Знамя» Сергей Чупринин
- меценат Геннадий Попов

## Лауреаты2002 года
- дирижёр Юрий Темирканов
- телеведущий Андрей Максимков
- композитор Сергей Слонимский
- поэт и музыкант Борис Гребенщиков
- актёр Антон Адасинский
- писатель Дмитрий Быков
- общественный деятель Валерий Ковалёв

## Лауреаты2003 года
- кинорежиссёр Алексей Герман
- продюсер Виталий Майзель
- балерина Анастасия Волочкова
- поэт и композитор Олег Митяев
- поэт и композитор Юлий Ким
- композитор Леонид Марголин
- художник Эдуард Кочергин
- поэт Евгений Евтушенко
- актёр Иван Краско
- телеведущий Алексей Лушников
- литератор Галина Самойлова
- литератор Елена Чуковская

## Лауреаты2004 года
- исполнитель романсов Геннадий Бойко
- кинорежиссёр Кшиштоф Занусси (Польша)
- критик Наталья Иванова
- драматург Николай Коляда
- поэт Александр Кушнер
- поэт, драматург Катерина Файн
- актёр Кирилл Лавров
- актриса Инна Чурикова
- актёр Станислав Ландграф
- меценат Михаил Слипенчук
- меценат Михаил Шидловский

## Лауреаты2005 года
- кинорежиссёр народный артист СССР Эльдар Рязанов
- писатель Михаил Жванецкий
- художник Сергей Ковальский
- писатель Валерий Калугин
- писатель Юрий Воропайкин
- поэт и музыкант Александр Дольский
- актёр Олег Басилашвили
- поэт Рэна Гинзбурская
- балерина Алла Осипенко
- меценат Павел Воробьёв

## Лауреаты2006 года
- физик и общественный деятель Жорес Алфёров
- писатель Валерий Попов
- актёр Сергей Мигицко
- поэт Белла Ахмадулина
- писатель и режиссёр Александр Белинский
- декан филологического факультета СПбГУ Сергей Богданов
- поэт Елена Жабинковская
- актриса Чулпан Хаматова
- дирижёр Сергей Иньков
- магистр игры «Что? Где? Когда?» Александр Друзь

## Лауреаты2007 года
- общественный деятель, политик Сергей Миронов
- писатель Василий Аксёнов
- актриса Ольга Остроумова
- художник Борис Мессерер
- писатель Илья Штемлер
- искусствовед Михаил Герман
- поэт и композитор Вячеслав Бутусов
- писатель Емельян Марков
- художник Дмитрий Шагин
- поэт Анна Наль
- киновед Любовь Аркус
- меценат Вера Гиршова

## Лауреаты2008 года
- дирижёр Максим Шостакович
- актёр Игорь Кваша
- кинорежиссёр Владимир Бортко
- кинорежиссёр Михаил Литвяков
- писатель Семён Альтов
- актриса Лариса Малеванная
- директор Центра искусств имени Дягилева Татьяна Юрьева
- актёр Андрей Толубеев (посмертно за воплощение образов современников)
- актёр Андрей Шимко

## Лауреаты2009 года
- меценат Борис Гороватер
- меценат Алексей Долженко
- историк литературы Ренэ Герра (Франция)
- общественный деятель, реставратор Савва Ямщиков (посмертно)
- режиссёр Игорь Гаврюшкин
- актриса Нина Ургант
- актёр Анатолий Равикович
- бард Олег Митяев
- композитор Давид Тухманов
- актриса Марина Есипенко
- актёр Вениамин Смехов
- певец Витольд Петровский

## Лауреаты2010 года
- актриса Светлана Крючкова
- актёр Василий Лановой
- поэт и композитор Александр Жуков
- писатель Михаил Глинка
- актёр Александр Филиппенко
- общественный деятель Анастасия Курёхина
- общественный деятель Нина Визбор
- меценат Александр Кращук

## Лауреаты2011 года
- актриса Татьяна Доронина
- актёр Армен Джигарханян
- актёр Юозас Будрайтис (Литва)
- поэт Андрей Дементьев
- поэт, переводчик Анатолий Найман
- режиссёр Юрий Мамин
- клоун Леонид Лейкин
- актёр Никита Высоцкий
- директор музея Ахматовой в Фонтанном доме Нина Попова
- директор арт-кафе «Подвалъ Бродячей собаки» Владимир Склярский (посмертно)

## Лауреаты2012 года
Вручение премии состоялось 18 октября 2012 года в Царскосельском лицее.
- поэт, бард Александр Городницкий
- немецкая журналистка, соавтор Александра Городницкого при создании документальных фильмов «Атланты держат небо» и «В поисках идиша» Наталья Касперович
- композитор, бард Александр Суханов
- поэт, композитор, исполнитель Елена Гудкова
- кинорежиссёр Алексей Герман
- киносценарист, соавтор Алексея Германа Светлана Кармалита
- писатель и общественный деятель Даниил Гранин
- актёр Олег Басилашвили
- поэт и философ Григорий Хабулава
- писатель, эссеист Диана Виньковецкая

## Лауреаты2013 года
Вручение 20-й юбилейной премии состоялось 18 октября 2013 года в Царскосельском лицее
- актриса Людмила Макарова — за самобытный актёрский почерк и легендарный путь в театре и кино
- режиссёр Лев Додин — за выдающийся вклад в мировое театральное искусство
- писатель-сатирик, драматург Аркадий Арканов — за мудрую иронию и многолетнюю верность жанру
- актёр Сергей Дрейден — за яркий актёрский почерк и создание образа современника в фильмах последних лет
- поэт, публицист Юрий Кублановский — за неоценимый вклад в развитие русской поэзии
- писатель, поэт Игорь Померанцев — за уникальный поэтический голос и новаторство
- врач-сексолог, врач-психотерапевт Лев Щеглов — за создание общественно-значимых просветительских телепрограмм
- Гордон Лэнктон — за создание музея Русской иконы в США
- Екатерина Васильева — за многолетний вклад в культурную жизнь Санкт-Петербурга
- генеральный директор компании «Ливандия Энтертейнмент» Иван Лопатин — за создание и успешное продвижение российских фильмов на мировых кинофестивалях
- председатель Совета директоров Группы Компаний «Эталон» (ЛенСпецСМУ) Вячеслав Заренков — за поддержку современного петербургского кинематографа
- предприниматель и общественный деятель Андрей Липатов — за книгу исследований «Правильное общество: моральные основания»

## Лауреаты2014 года
Вручение премии состоялось 18 октября 2014 года в Царскосельском лицее
- директор Русского музея Владимир Гусев — за неоценимый вклад в развитие мирового музейного дела
- кинорежиссёр Карен Шахназаров —за выдающийся вклад в современный российский кинематограф
- поэт, бард Александр Городницкий и журналистка Наталья Касперович за фильм «Мой Питер» и книгу-альбом «Городницкий – детям»
- актёр, режиссёр Александр Адабашьян — за уникальную работу актёра, режиссёра, художника в фильмах мирового и российского кинематографа
- актриса Елизавета Боярская — за яркое воплощение чеховских образов в спектаклях Академического малого драматического театра – Театра Европы
- писатель Лев Наумов — за книгу рассказов и пьес «Шёпот забытых букв»
- Анжелика и Вячеслав Бутусовы — за энтузиазм по воссозданию Царскосельской классической гимназии
- актёр Семён Фурман — за создание образа Тевье-молочника в спектакле «Поминальная молитва» театра «Красный факел»
- архивист Павел Крючков — за бесценную работу по поиску и сохранению аудиозаписей русской классики
- актриса Тамара Исаева — за создание образа Анны Ахматовой в спектакле «Серебряный туман» театра «Остров»
- писатель Юлия Андреева — за трилогию мемуаров из жизни петербургской богемы
- генеральный директор телеканала «Санкт-Петербург» Сергей Боярский — за вклад в развитие гуманитарного общества средствами масс-медиа
- журналистка Маргарита Григорьянц — за мужество

## Лауреаты 2015 года
- режиссёр Марк Захаров
- художник Борис Мессерер
- актёр Влад Демченко
- писатель Валерий Калугин
- фотохудожник Алиса Гокоева
- писатель Андрей Арьев
- режиссёр Римас Туминас (Литва)
- актёр Иван Краско
- фотохудожник Владимир Мишуков
- художник Виктор Тихомиров

## Лауреаты 2016 года
- актриса Людмила Чурсина
- поэт Глеб Горбовский
- культуролог Михаил Мильчик
- писатель Вадим Жук
- актёр Леонид Мозговой
- певица Марина Капуро
- журналист, телеведущая Фёкла Толстая
- актёр Сергей Никоненко
- композитор Дэвид Кортни[англ.] (Англия)

## Лауреаты 2017 года
- актёр Юрий Назаров
- актёр Сергей Лосев
- кинорежиссёр Светлана Дружинина
- актриса Наталья Варлей
- актриса Ирина Мазуркевич
- театр «Лицедеи»
- поэт, музыкант Константин Кинчев
- бард Валерий Чечет
- кинорежиссёр Лиза Ховингеймо (Финляндия)
- создатель музея С. Довлатова Алексей Власов
- кинооператор Анатолий Мукасей

## Лауреаты 2018 года
- искусствовед и музыкант Михаил Казиник
- бард Валентин Вихорев
- актриса Ирина Купченко
- скульптор Лев Сморгон
- директор Центральной библиотеки им. В. В. Маяковского Зоя Чалова
- актриса Татьяна Пилецкая
- музыковед Вера Таривердиева
- актёр Юрий Стоянов
- кинорежиссёр Андрей Осипов

## Лауреаты 2019 года
- актёр Николай Мартон
- актриса Светлана Крючкова
- композитор Леонид Десятников
- телеведущий Виталий Потёмкин
- актёр Данила Козловский
- писатель Кирилл Арбузов
- художники Виктор Журавлёв и Татьяна Стрижевская
- актёры Владислав Демченко и Кирилл Рубцов

## Лауреаты 2023 года
- актёр и кинорежиссёр Андрей Смирнов (за фильмы, «ставшие классикой» и вклад в мировое киноискусство)
- писатель и историк Яков Гордин (за книгу «Царь и Бог. Пётр Великий и его утопия»)
- актёр и режиссёр Вениамин Смехов (за книгу «Жизнь в гостях» и творческий вклад в театральное и киноискусство)
- телеведущая и музыковед Сати Спивакова (за создание цикла музыкально-просветительских программ на ТВ и актёрские работы разных лет)
- музыкант и общественный деятель Алексей Гориболь (создание музыкально-поэтического фестиваля «В сторону Выборга» и просветительскую деятельность в области академической музыки)
- художник Владимир Духовлинов (посмертно – за цикл графических работ «Десять сюжетов из Евангелия»)
- писатели Михаил Кельмович и Елена Павликова (за книгу «Ленинград Иосифа Бродского»)
- меценат Юрий Чернов (за реставрацию памятника Пушкину)